# Joachim Król
Joachim Król (Herne, 17 giugno 1957) è un attore tedesco.
Nel corso della sua quarantennale carriera, ha al suo attivo circa un'ottantina di film. È un volto noto anche sul piccolo schermo per i suoi ruoli nelle serie televisive poliziesche Donna Leon, Tatort e Lutter.

## Biografia

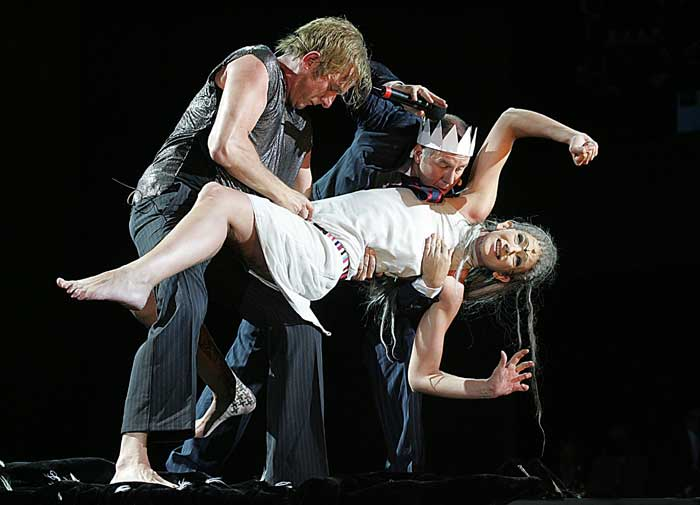
Joachim Król ai Nibelungenfestspiele nel 2004

Joachim Król nasce a Herne, nella Renania Settentrionale-Vestfalia (allora Germania Ovest) il 17 giugno 1957 da padre di origine polacca.
Dopo il diploma e gli studi in scienze teatrali a Colonia, apre con alcuni amici un locale a Dortmund. In seguito, a 24 anni si trasferisce a Monaco di Baviera, dove fino al 1984 studia recitazione presso la Otto-Falckenberg-Schule.
Tra il 1983 e il 1984, fa quindi il proprio debutto sul grande schermo, recitando nel film, diretto da Josef Rusnak, Kaltes Fieber (film che vede nel cast anche Katharina Böhm e Lisa Kreuzer). da padre di origine polacca. In quel periodo, si dedica tuttavia principalmente all'attività di attore teatrale, attività che svolge tra Basilea, Bochum, Hannover, Moers e Monaco di Baviera.
Nel 1993 recita nel film diretto da Tom Tykwer Die tödliche Maria e nel film diretto da Detlev Buck Wir können auch anders. L'anno seguente, è, al fianco di Til Schweiger e Katja Riemann, nel cast principale del film, diretto Sönke Wortmann, Tutti lo vogliono, dove interpreta il ruolo di Norbert Brommer.: questa interpretazione gli vale vari riconoscimenti, tra cui il Deutscher Fernsehpreis d'oro come miglior attore.
Nel 1995, interpreta il ruolo di Georg Wilsberg (in seguito interpretato da Leonard Lansink) nel primo episodio (intitolato Und die Töten lässt man ruhen) della serie televisiva, basata sui romanzi di Jürgen Kehrer, Wilsberg.
Dal 2000 al 2002 è protagonista, nel ruolo del commissario Guido Brunetti (in seguito interpretato da Uwe Kockisch) della serie televisiva poliziesca dell'ARD Donna Leon. In seguito, nel 2009, entra nel cast principale della serie poliziesca Tatort, interpretando il ruolo del commissario capo Frank Steier.
Dal 2017 al 2020 è protagonista, nel ruolo del commissario Alex Lutter, dei sei episodi della serie televisiva poliziesca della ZDF Lutter. Nel frattempo, nel 2018, è protagonista nel ruolo di Georg Weiser, del film TV diretto da Pia Strietmann Endlich Witwer, ruolo che per il quale nel 2020 si aggiudica il Deutscher Fernsehpreis come miglior attore.

## Filmografia parziale

### Cinema
- Kaltes Fieber, regia di Josef Rusnak (1984)
- Ovunque tu sia, regia di Krzysztof Zanussi (1988)
- Vita per vita - Massimiliano Kolbe (Życie za życie. Maksymilian Kolbe), regia di Krzysztof Zanussi (1991)
- Die tödliche Maria, regia di Tom Tykwer (1993)
- Wir können auch anders..., regia di Detlev Buck (1993)
- Tutti lo vogliono (Der bewegte Mann), regia di Sönke Wortmann (1994)
- Das Superweib, regia di Sönke Wortmann (1996)
- Rossini, regia di Helmut Dietl (1997)
- Lola corre (Lola rennt), regia di Tom Tykwer (1998)
- Gloomy Sunday - Ein Lied von Liebe und Tod, regia di Rolf Schübel (1999)
- La principessa + il guerriero (Der Krieger und die Kaiserin), regia di Tom Tykwer (2000)
- Il bacio dell'orso (The Bear's Kiss), regia di Sergej Vladimirovič Bodrov (2002)
- Lautlos, regia di Mennan Yapo (2004)
- Tom Sawyer, regia di Hermine Huntgeburth (2011)
- Cartoline di morte (The Postcard Killings), regia di Danis Tanović (2020)
- Berlin Alexanderplatz, regia di Burhan Qurbani (2020)
- Bekenntnisse des Hochstaplers Felix Krull, regia di Detlev Buck (2021)

### Televisione
- Eurocops - serie TV, episodi 03x07-05x04-06x02 (1990-1993)
- Wilsberg - serie TV, episodio 01x01 (1995)
- Donna Leon - serie TV, 4 episodi (2000-2002)
- La storia di Anna Frank (Anne Frank: The Whole Story) - miniserie TV (2001)
- Il destino di un principe (Kronprinz Rudolf), regia di Robert Dornhelm - film TV (2006)
- Tatort - serie TV, 9 episodi (2006-2015)
- Lutter - serie TV, 6 episodi (2017-2020)
- Endlich Witwer, regia di Pia Strietmann - film TV (2018)
- Erzgebirgskrimi - serie TV, episodio 01x05 (2022)

## Doppiaggio
- Tiffany e i tre briganti (Die Drei Räuber), regia di Hayo Freitag (2007)

## Premi e nomination (lista parziale)
- 1993: Deutscher Filmpreis d'oro come miglior attore protagonista per Wir können auch anders...
- 1995: Deutscher Filmpreis d'oro come miglior attore protagonista per Tutti lo vogliono
- 1995: Bayerischer Filmpreis come miglior attore per Die tödliche Maria e Tutti lo vogliono
- 2000: Nomination al Deutscher Filmpreis, d'oro come miglior attore protagonista per Gloomy Sunday - Ein Lied von Liebe und Tod
- 2020: Deutscher Fernsehpreis come miglior attore per Endlich Witwer